# Amelie Rybäck
 (mai 2019).
Amelie Rybäck, née le 6 août 1982 à Varbergs, est une joueuse suédoise de football. Durant sa carrière, elle évolue au poste de défenseur.

## Biographie
En décembre 2009 elle rejoint sa compatriote Lotta Schelin à l'Olympique lyonnais.
Elle joue avec l'Olympique lyonnais 11 matchs de championnat de France 2009/2010, et 5 matchs de Ligue des champions.

## Palmarès
- Championnat de France en 2009
- Championnat de Norvège en 2010